# Tidal
TIDAL er en online musikstreamingtjeneste, hvor folk kan streame musik og musikvideoer mod en månedlig betaling. De har over 58 millioner sange og 240.000 musikvideoer, som er tilgængelige for deres mere end 3 millioner globale brugere.

## Historie
TIDAL blev grundlagt i 2014 af den svenske/norske virksomhed Aspiro under navnet Wimp. Først var tjenesten kun tilgængelig i Storbritannien, USA og Canada, men blev i 2015 udvidet til 5 yderligere europæiske lande: Irland, Finland, Holland, Belgien og Luxembourg. I dag er det tilgængeligt i mere end 40 lande.
I januar 2015 blev Aspiro opkøbt af Project Panther Ltd. (som er ejet af Jay Z) for 56 millioner dollars. Han relancerede tjenesten og omdøbte den til TIDAL.
TIDAL kunne dog rapportere et underskud på 84 mio. svenske kroner i 2015, og Jay Z ønskede derfor allerede at sælge TIDAL efter blot 7 måneder som ejer. I juli 2016 var der rygter om, at Apple Music skulle være i forhandlinger med Jay Z om et muligt opkøb af TIDAL. Disse forhandlinger førte dog ikke til noget, og det er derfor stadig Jay Z der den dag i dag er ejer af tjenesten.